# Никитин, Борис Андреевич
Борис Андреевич Никитин (1897—1982) — основатель кафедры факультетской хирургии педиатрического факультета Саратовского государственного медицинского института на базе Городской клинической больницы № 6 ныне имени академика В. Н. Кошелева. С 1949 по 1953 год руководил Саратовским научно-исследовательским институтом травматологии и ортопедии Минздрава РСФСР. С 1953 год по 1960 год — ректор Саратовского медицинского института. Участник Великой Отечественной войны.

## Биография
Борис Андреевич Никитин родился в селе Ахмат Камышинского уезда Саратовской губернии в 1897 году в семье конторского служащего.
Начальное образование получил в сельской школе села Мозоли Саратовской губернии.
В 1917 году он закончил второе реальное училище.
В 1917 году поступил, а в 1922 году окончил медицинский факультет Саратовского университета, получив звание врача. Уже в студенческие годы, когда в стране шла Гражданская война, Б. А. Никитин принимал участие в борьбе с сыпным тифом.
Позже он трудился в хирургическом отделении Александровской больницы в качестве лекарского помощника до 1921 года, затем — в должности врача в Хвалынском уезде, куда он был мобилизован на борьбу с эпидемией холеры.
В 1922 году, по окончании университета, Б. А. Никитин заведовал амбулаторным участком в селе Голяевка Сердобского уезда Саратовской губернии.
В 1923 году по конкурсу был избран ординатором в госпитально-хирургическую клинику Саратовского университета и работал штатным ординатором и ассистентом.
Ученик академика С. И. Спасокукоцкого.
В 1933 году был утвержден в ученом звании приват-доцента и по 1941 год вел курс лекций сначала по урологии, а затем по военно-полевой хирургии.
Решением квалификационной комиссии НКЗдрава РСФСР от 29.12.1935 года ему была присуждена ученая степень кандидата медицинских наук.
С первых дней Великой Отечественной войны был мобилизован в ряды Красной Армии начальником и хирургом полевого подвижного госпиталя № 697, затем отправлен корпусным хирургом 20-го стрелкового корпуса на Западный фронт. С октября 1942 года и до конца войны Борис Андреевич служил главным хирургом 49-й армии Белорусского фронта.
Был награждён двумя орденами «Красного Знамени», орденом Отечественной войны 1-й степени, медалями «За боевые заслуги», «За оборону Москвы», медаль «За Победу над Германией».
В ноябре 1945 года приступил к научной и педагогической работе в госпитально-хирургической клинике СМИ. Вел доцентский курс по военно-полевой хирургии двум факультетам — лечебному и педиатрическому.
8 февраля 1947 года Б. А. Никитину было присвоено звание доцента по кафедре хирургии.

С 1949 по 1953 год руководил Саратовским научно-исследовательским институтом травматологии и ортопедии Минздрава РСФСР.
С 1953 год по 1960 год — ректор Саратовского медицинского института.
28 июля 1954 года на базе Городской клинической больницы № 6 ныне имени академика В. Н. Кошелева открылась новая, созданная Б. А. Никитиным кафедра госпитальной хирургии педиатрического факультета, которой он заведовал вплоть до ухода на пенсию в 1970 году. Его преемником стал
профессор Кошелев В. Н..
Он был основоположником саратовской урологии, организатором общества хирургов-урологов в Саратове и членом-учредителем всесоюзного общества хирургов-урологов.
Им была написана первая в отечественной литературе монография (докторская диссертация) «О сифилисе мочевого пузыря».
30.07.1952 г. награждён орденом Ленина.
Одна из аудиторий кафедры госпитальной хирургии педиатрического факультета, названа именем своего основателя Бориса Андреевича Никитина.
Умер в 1982 году.